# NGC 6520
NGC 6520 في الفهرس العام الجديد، هو عنقود نجمي، يقع في كوكبة الرامي. اكتشف في 24 مايو 1784 . بواسطة ويليام هيرشل .

## روابط خارجية
- NGC 6520 على موقع ويكي سكاي: DSS2, SDSS, GALEX, IRAS, Hydrogen α, X-Ray, Astrophoto, Sky Map, Articles and images